# Долгое путешествие (скульптура Монсо)
Долгое путешествие (кат. El Llarg Viatge, исп. El largo viaje) — скульптура работы испанского скульптора Франсеска Торреса Монсо (1922-2015). Находится на углу Рамбла де Прим и Рамбла-Гипускоа в Барселоне (Испания). 
Создана по заказу мэрии Барселоны. Открыта 4 апреля 1992 года за три месяца до начала летних Олимпийских игр 1992 года. В церемонии открытия приняли участие мэр Барселоны (Паскуал Марагаль) и мэр Жироны (Жоаким Надаль), города, в котором родился Торрес Монсо. Стоимость работы составила 12 379 000 песет (74 400 евро).
Скульптура высотой 9 м выполнена из кортеновой стали и расположена на краю искусственного озера длиной 60 м.